# Seema Mehta
Seema Kaushik Mehta (née vers 1976) est une danseuse indienne, experte de kathak, et créatrice de bijoux. Elle reçoit, en mars 2019, la plus haute récompense dédiée aux femmes en Inde, le prix Nari Shakti Puraskar (en français : Prix du pouvoir des femmes), des mains du président indien, Ram Nath Kovind, pour sa défense de la danse, après avoir travaillé avec des enfants défavorisés à Mumbai.

## Biographie
Seema Mehta est née vers 1976 et a étudié à l'Academy of Art College de San Francisco. Elle devient une disciple du danseur Chitresh Das (en), en 2010, et suit ses idées jusqu'à sa mort en 2015. Elle s'entraîne avec lui et se reproduit son style de danse en Inde.

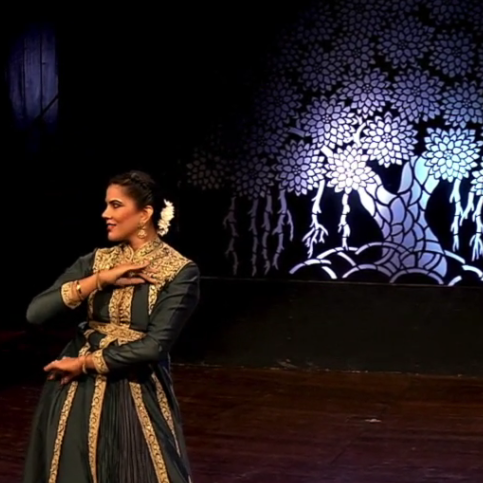
Seema Mehta en 2019.

Elle fonde, avec Pandit Das, la deuxième branche de son école, Chhandam Nritya Bharati, à Mumbai, en 2010. Le mentor de Mehta avait auparavant enseigné la danse Kathak aux enfants des travailleurs du sexe à Calcutta pour les aider à sortir du cycle de l'exploitation.  
Seema Mehta s'est produite avec le danseur de claquettes américain Jason Samuels Smith (en). Ce dernier avait déjà effectué une tournée avec son mentor. Le kathak et les claquettes se complètent car tous deux utilisent les pieds, la différence majeure étant les chaussures, le kathak se pratiquant pieds nus.  

## Bijouterie
Seema Mehta dirige une école, Chhandam Nritya Bharati, et s'occupe toujours de la création de bijoux. Elle dit que la création de bijoux et la danse font toutes deux partie de sa vie. Elle est directrice de la création dans l'entreprise familiale de joaillerie.

## Distinction
Seema Mehta reçoit le prix Nari Shakti Puraskar lors de la Journée internationale des femmes en 2019. 1 000 femmes ont été nommées pour ce prix et 44 ont été choisies pour le recevoir. Elle est choisie en raison de son travail avec les enfants défavorisés de Mumbai. Elle leur apprend à danser, mais aussi à s'affirmer. Maneka Gandhi était présente à la cérémonie et a parlé de l'ambition des femmes en Inde.

### Note
- (en) Cet article est partiellement ou en totalité issu de l’article de Wikipédia en anglais intitulé « Seema Mehta » (voir la liste des auteurs).